# Аудиторська палата України

Аудиторська палата України (далі — АПУ) єдиний орган професійного самоврядування аудиторської діяльності, створений згідно з Законом України  «Про аудит фінансової звітності та аудиторську діяльність» від 21.12.2017 р. № 2258-VIII (далі – Закон) з метою забезпечення реалізації завдань аудиторського самоврядування. Закон забезпечив нові правові засади провадження аудиторської діяльності в Україні та визначив ключову роль аудиторського самоврядування, що здійснюється через АПУ.  АПУ є правонаступником Аудиторської палати, що діяла відповідно до Закону України "Про аудиторську діяльність" від 22 квітня 1993 року, № 3125-XII та втратив чинність з 1.10.2018 р.
СТРУКТУРА АПУ
Органами управління Аудиторської палати України, відповідно до статті 47 Закону України «Про аудит фінансової звітності та аудиторську діяльність» є: 
- З’їзд аудиторів України;
- Рада АПУ;

У складі АПУ з метою забезпечення проведення перевірок суб’єктів аудиторської діяльності створюється Комітет з контролю якості аудиторських послуг.
Ведення поточних справ у Аудиторській палаті України здійснює Секретаріат. Порядок діяльності Секретаріату визначено Положенням про Секретаріат Аудиторської палати України, затвердженим з’їздом аудиторів України 14.07.2018 р.
Секретаріат очолює Виконавчий директор, який призначається на посаду з’їздом аудиторів України та працює в Аудиторській палаті України за основним місцем роботи. Виконавчий директор має бути непрактикуючою особою.
Виконавчий директор згідно з укладеним трудовим договором несе персональну відповідальність за використання майна та коштів Аудиторської палати України і створення належних умов для діяльності Аудиторської палати України.
За рішенням з’їзду аудиторів України у складі Аудиторської палати України можуть створюватися комісії з числа членів Ради АПУ. До роботи в комісіях можуть залучатися експерти, які не є членами Ради АПУ.
За рішенням з’їзду аудиторів України можуть бути утворені регіональні відділення АПУ. Повноваження регіональних відділень та порядок їх діяльності визначаються положенням, що затверджує з’їзд аудиторів України.
З’їзд аудиторів України
З’їзд аудиторів України є вищим органом АПУ, відповідно до статті 48 Закону України «Про аудит фінансової звітності та аудиторську діяльність».
Делегатами з’їзду аудиторів України є аудитори, зареєстровані в Реєстрі аудиторів та суб’єктів аудиторської діяльності.
З’їзди аудиторів України можуть бути черговими, повторними та позачерговими. Чергові з’їзди аудиторів України проводяться в другому кварталі кожного року. 
До виключної компетенції з’їзду аудиторів України належать такі питання:
1) делегування аудиторів до Ради Аудиторської палати України та дострокового припинення їхніх повноважень;
2) затвердження Статуту Аудиторської палати України, Положення про Раду Аудиторської палати України, Положення про Комітет з контролю якості аудиторських послуг, Положення про Секретаріат Аудиторської палати України, Положення про регіональні відділення, Порядку скликання та проведення з’їзду, Регламенту з’їзду;
3) затвердження Положення про членські внески та визначення розміру членських внесків та інших платежів членів Аудиторської палати України, необхідних для виконання Аудиторською палатою України передбачених Законом «Про аудит фінансової звітності та аудиторську діяльність» повноважень;
4) заслуховування звітів членів Ради Аудиторської палати України та Голови Аудиторської палати України;
5) схвалення звіту про виконання кошторису Аудиторської палати України;
6) прийняття рішень про вступ Аудиторської палати України до міжнародних та інших організацій, про вихід із цих організацій.
З’їзд може взяти до розгляду інші питання, що мають важливе значення для аудиторської діяльності, крім питань, які Законом «Про аудит фінансової звітності та аудиторську діяльність» віднесені до компетенції інших органів.
Рада АПУ
Відповідно до статті 48 Закону України «Про аудит фінансової звітності та аудиторську діяльність» Рада АПУ  обирається членами Аудиторської палати України на з’їзді аудиторів України таємним голосуванням з числа висококваліфікованих аудиторів і стажем аудиторської діяльності не менше п’яти років.
Загальна кількість членів Ради Аудиторської палати України становить 11 осіб.
Строк повноважень членів Ради Аудиторської палати України становить п’ять років. Одна і та сама особа не може делегуватися до складу Ради Аудиторської палати України більше двох строків. Не можуть обиратися до складу Ради Аудиторської палати України особи, які два і більше строків були членами Аудиторської палати України, створеної відповідно до Закону України “Про аудиторську діяльність”.
Рада Аудиторської палати України представляє інтереси членів Аудиторської палати України у період між з’їздами аудиторів України.
Рада Аудиторської палати України приймає рішення від імені Аудиторської палати України. Рішення Ради Аудиторської палати України приймаються на її засіданнях простою більшістю голосів за наявності більш як половини її членів, крім випадків, передбачених Законом «Про аудит фінансової звітності та аудиторську діяльність» та Статутом Аудиторської палати України.
Члени Ради Аудиторської палати України виконують свої обов’язки на громадських засадах.
На членів Ради Аудиторської палати України поширюється законодавство у сфері запобігання і протидії корупції.
Члени Ради Аудиторської палати України повинні дотримуватися режиму конфіденційності щодо інформації, яка їм може стати відомою під час виконання обов’язків, передбачених цим Законом.
Порядок діяльності Ради Аудиторської палати України визначається положенням, затвердженим з’їздом аудиторів України.
Відповідно до Положення про Раду Аудиторської палати України, затвердженого рішенням Установчого з’їзду аудиторів України від 14 липня 2018 р., Рада Аудиторської палати України має повноваження приймати рішення від імені АПУ між з’їздами.
Склад Ради АПУ
Каменська Тетяна Олександрівна
Голова Аудиторської палати України, сертифікований  аудитор, доктор економічних наук, доцент, сертифікований внутрішній аудитор Гільдії професійних внутрішніх аудиторів України (2008 р.).
Барановська Олена Михайлівна
Член Ради Аудиторської палати України, сертифікований  аудитор, директор ТОВ АФ ФІНЕМ-КОНСАЛТІНГ, Голова правління Дніпропетровського територіального відділення ВПГО Спілка аудиторів України, член Ради ВПГО Спілка аудиторів України, Голова Комісії з контролю якості ВПГО Спілка аудиторів України, Методологічний центр ІСФМ Великої Британії в Україні, Dip TUT UK, Dip CFD ICFM, САР, DipIFR АССА, член Громадської ради при ГУ ДФС у Дніпропетровській області.
Бондар Валерій Петрович
Член Ради Аудиторської палати України, сертифікований  аудитор, професор, доктор економічних наук. Керуючий партнер міжнародної аудиторської компанії ТОВ «ЕЙЧ ЕЛ БІ ЮКРЕЙН» (член міжнародної мережі HLB International, Лондон, UK). Член ФПБАУ, Голова Комітету ФПБАУ з експертиз та захисту прав членів ФПБАУ, Член ВПГО «САУ».
Дзюба Лілія Анатоліївна
Член Ради Аудиторської палати України, сертифікований  аудитор, партнер з питань управління ризиками та контролю якості, міжнародна аудиторська компанія БДО. Ступінь магістру з обліку та аудиту Київського національного економічного університету.
Іщенко Надія Іванівна
Член Ради Аудиторської палати України, сертифікований аудитор, директор ТОВ «КИЇВАУДИТ».
Нефьодова Дар’я Юріївна
Член Ради Аудиторської палати України,  сертифікований аудитор, партнер ТОВ «Аудиторська компанія «Олімпія-аудит». Член ревізійної комісії ВПГО «САУ», член ГС «ПАБУ», член МГО «РНБА» та член  ВГО "Асоціація правників України".
Редько Катерина Олександрівна
Член Ради Аудиторської палати України,  сертифікований аудитор, кандидат економічних наук, доцент, ACCA DipIFR, SE MBA, Член Гільдії професійних внутрішніх аудиторів України, бізнес-тренер та консультант з IFRS та CIA, головний внутрішній аудитор холдингу Індустріал, керуючий партнер ТОВ “Аудиторська фірма “Стандарт”.
Романюк Микола Васильович
Член Ради Аудиторської палати України, сертифікований  аудитор,  кандидат економічних наук, доцент кафедри фінансів економічного факультету Київського національного університету імені Тараса Шевченка, директор ТОВ «Нексія ДК Аудит і Податки»,  партнер з аудиту Групи компаній «Nexia DK. Auditors and Consultants».
Сушко Дмитро Сергійович
Член Ради Аудиторської палати України, сертифікований  аудитор, кандидат економічних наук, податковий консультант,  судовий експерт, член ради Палати податкових консультантів, керуючий партнер аудиторської компанії PSP Audit.
Церетелі Лариса Григорівна
Член Ради Аудиторської палати України, сертифікований  аудитор, аудитор аудиторської фірми «Міраж», Голова правління у громадській організації «Центр медіації та екаунтінгу «Точка зору», член Координаційної ради з питань розвитку підприємництва у Запорізькій адміністрації, заступниця голови Громадської ради при ГУ ДФС Запорізької
області.
Шульман Маргаріта Кімівна
Член Ради Аудиторської палати України, сертифікований аудитор, ACCA DipIFR, оцінювач, директор ПП «Аудиторська фірма «АМК-СЕРВІС», член ВПГО «Спілка аудиторів України».

ЧЛЕНСТВО В АПУ
Членами АПУ є всі включені до Реєстру аудитори і аудиторські фірми. Станом на першу половину 2019 року, членами АПУ є 2726 практикуючих аудиторів та близько 900 аудиторських фірм. Членство в АПУ дає можливість брати участь в з’їздах аудиторів України, які є вищим органом управління АПУ. 